# Austrocallerya
Austrocallerya là một chi thực vật có hoa trong họ Đậu.

## Từ nguyên
Austrocallerya phản ánh sự phân bố tại Nam bán cầu của chi này, trong đó austro bắt nguồn từ “australis” = phương nam (Latinh) và “callerya” là dẫn chiếu tới vị trí trước đây của các loài thuộc chi này cũng như phản ánh mối quan hệ họ hàng gần với chi Callerya.

## Mô tả
Chi này chứa 3 loài dây leo thân gỗ mập mạp, leo quấn, bò trườn, cao 2–20 m. Thân cây màu xám, nâu vàng nhạt hay nâu ánh đỏ, thon búp măng, thân cây trưởng thành và các cành dễ tróc vỏ thành từng mảnh, cây non có lông tơ như lụa sau trở thành nhẵn nhụi. Lá kèm dài 1,5–6 mm, hình tam giác hoặc hình chỉ, có lông lụa, phấn xám (bền ở A. megasperma). Lá kèm nhỏ dài 1–4 mm, hình chỉ, có lông lụa, bền hoặc có phấn xám (không có ở A. pilipes). Lá thường xanh, như da và bóng láng khi trưởng thành, hình lông chim lẻ với 5–19 lá chét, trục cuống lá dài 7–25 cm, có lông tơ sau trở thành nhẵn nhụi. Lá chét 3–14 × 1–7 cm, hình elip, thuôn dài hẹp hoặc hình trứng ngược, mặt trên nhẵn nhụi, mặt dưới thưa thớt lông đặc biệt là dọc theo các gân, đỉnh tù, nhọn đầu, có khía, nhọn, nhọn thon hoặc hình đuôi, mép nguyên, đáy cắt cụt, tù hoặc hình nêm. Cụm hoa là chùy hoa đầu cành to mập nhiều hoa dài 6–40 cm, có lông lụa hoặc lông tơ. Hoa dài 11–16 mm, xuất hiện từ tháng 9 đến tháng 12 (ở A. australis từ tháng 12 đến tháng 4 nhưng ở New Guinea thì từ tháng 6 đến tháng 10). Lá bắc hoa dài 2–7 mm, (8–15 mm ở A. pilipes), màu trắng, lục hay hồng, có lông lụa, hình chén hoặc thẳng hoặc hình trứng tới hình trứng hẹp, có phấn xám. Lá bắc con dài 1–7 mm, ở đỉnh cuống hoa, thẳng, có lông lụa, nhọn thon, có phấn xám. Cuống hoa dài 3–21 mm, màu ánh hồng, có lông lụa hoặc lông tơ. Đài hoa 3–7 × 4–10 mm, hình chuông, màu ánh vàng hoặc tía, bên trong nhẵn nhụi, bên ngoài thưa lông tơ hoặc lông lụa, 5 thùy, các răng trên nhọn, dài 4–5 mm, các răng dưới dài 3–5 mm, nhọn thon. Cánh cờ 12–22 × 11–18 mm, hình tròn hoặc elip rộng, màu ánh trắng, tía ánh đỏ, tím cẩm quỳ, tím hoa cà, hồng hay tía, uốn ngược về phía sau gần đáy, đỉnh với mấu ngắn, phiến có gân, đường dẫn mật màu vàng, vàng ánh lục hay lục chanh, tỏa ra từ tâm phiến tại đáy, blưng cánh cờ có lông tơ, các thể chai uốn vòng cung trên vỏ bọc nhị và phân chia ở trung tâm bằng lõm gian thùy thẳng, mỗi nửa tạo thành một vòng cung. Các cánh bên 11–14 × 5–6 mm, màu tía hay nâu sẫm, dài bằng cánh lưng, nhẵn nhụi, mỗi cánh dạng nửa lá bưởi với các vuốt ở đáy dài 2–3 mm. Cánh lưng 11–14 × 4–6 mm, màu ánh đỏ sẫm, tía hay nâu sẫm (trắng với đỉnh tía ở A. megasperma), nhẵn nhụi hoặc mép trên có lông rung ở đáy (A. australis), các cánh hợp nhất thành hình chén nửa lá bưởi, đỉnh tù. Cánh bên và cánh lưng tỏa rộng sau khi nở hoa. Nhị hai bó, gồm 9 nhị hợp nhất cùng nhau, nhị cánh cờ rời, tất cả đều cong ở phía trên tại đỉnh, nhẵn nhụi. Bầu nhụy có lông lụa, vòi nhụy dài 3–5 mm, cong phía trên tại đỉnh, đầu nhụy có điểm (mạch hỗ). Quả đậu 7–23 × 3–5,2 cm, hình thoi, phồng lên, co hẹp ở đoạn giữa các hạt, chậm nứt, vỏ quả ngoài có gờ mịn, sọc dọc (nhẵn ở A. pilipes), bề mặt có lông nhung, vỏ quả trong như giấy, hạt trong các khoang rỗng, gần như có vách ngăn. Hạt (1 –) 2–6, hình elipxoit, trứng rộng tới hơi vuông, nhẵn, màu nâu hay da cam-nâu, 12–43 × 12–42 × 12–41 mm, đoi khi ép bên bên trong quả đậu, rốn hạt 16–30 mm x 2–4 mm, dạng đai.

## Các loài
Plants of the World Online hiện công nhận 3 loài như sau:
- Austrocallerya australis (Endl.) J.Compton & Schrire, 2019: Quần đảo Cook, New Caledonia, New Guinea, New South Wales, đảo Norfolk, Queensland, quần đảo Solomon, quần đảo Tuamotu, quần đảo Tubuai.
- Austrocallerya megasperma (F.Muell.) J.Compton & Schrire, 2019: Từ đông bắc New South Wales tới đông nam Queensland
- Austrocallerya pilipes (F.M.Bailey) J.Compton & Schrire, 2019: Đông bắc Queensland.

## Phát sinh chủng loài
Cây phát sinh chủng loài dưới đây vẽ theo Compton et al. (2019).

|  | \| \| Austrocallerya australis \| \| \| \| \| \| Austrocallerya pilipes \| \| \| \| |
|  |                                                                                     |
|  | Austrocallerya megasperma                                                           |
|  |                                                                                     |
|  | Austrocallerya australis                                                            |
|  |                                                                                     |
|  | Austrocallerya pilipes                                                              |
|  |                                                                                     |

|  | Austrocallerya australis |
|  |                          |
|  | Austrocallerya pilipes   |
|  |                          |

## Hình ảnh

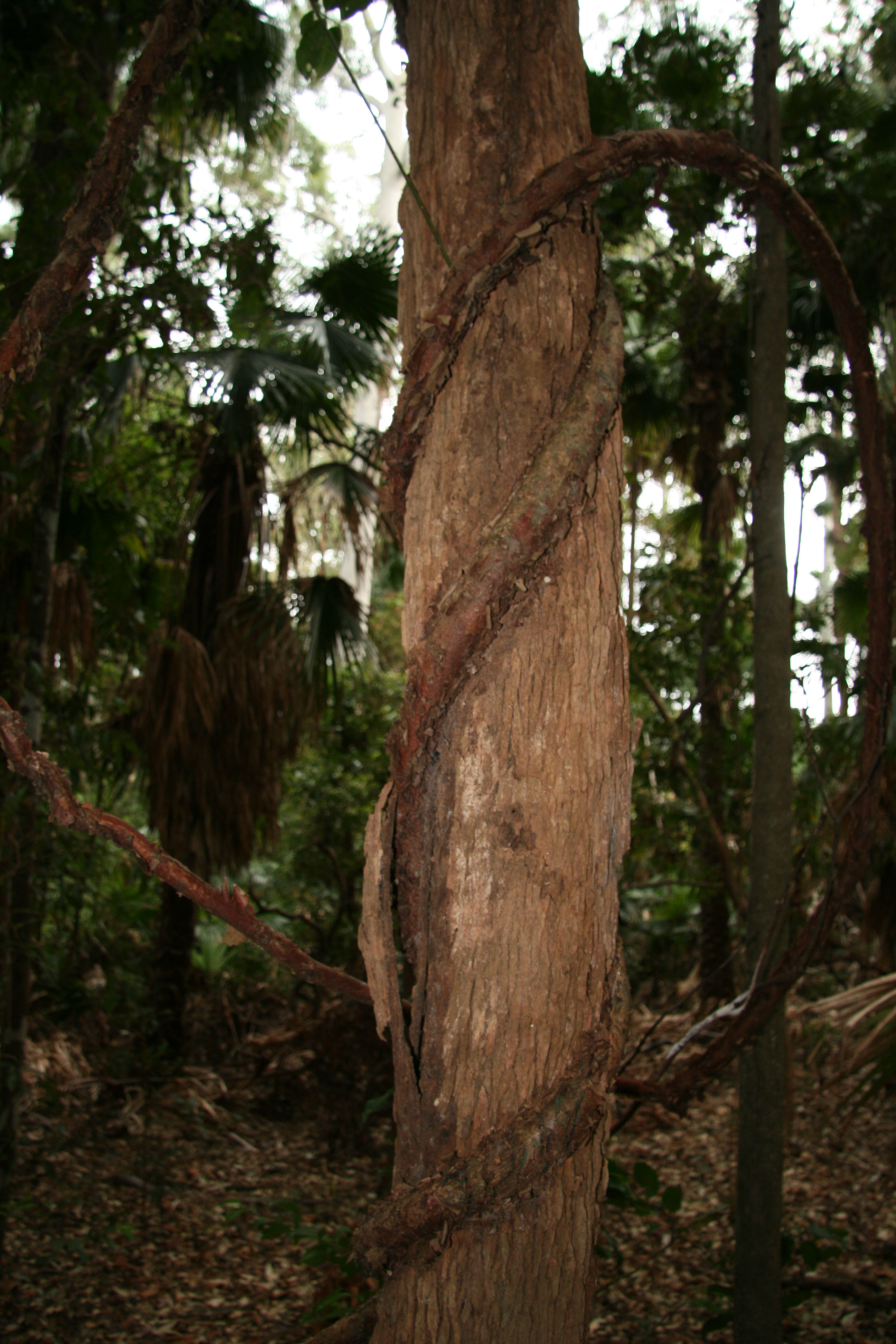
Austrocallerya megasperma quấn quanh thân cây gỗ, Khu vực Bảo tồn Rừng Alex, Alexandra Headland, Sunshine Coast.